# Castagne del prete
Le castagne del prete sono castagne essiccate e poi successivamente infornate e bagnate, il cui consumo tipico avviene nel periodo natalizio.

## Descrizione
Sono riconosciute come prodotto agroalimentare tradizionale nella regione Campania, in particolar modo a Montella, Ospedaletto d'Alpinolo in provincia di Avellino.
 La preparazione delle castagne del prete appartiene alla tradizione alimentare avellinese e salernitana e vede l'impiego di un procedimento di essiccazione a fuoco lento su graticci di legno in locali detti gratali per un periodo di circa 15 giorni. Trascorso questo periodo, le castagne vengono tostate in forno ventilato a circa 180 °C per trenta minuti. Prima di essere commercializzate, le castagne vengono idratate immergendole in acqua oppure in una miscela di acqua e vino.